# علی‌محمد دهقانی آرانی
علی‌محمد دهقانی آرانی (۱۳۹۵–۱۳۲۰ خ) نویسنده و روزنامه‌نگار اهل آران و بیدگل و معروف به پدر جامعه مطبوعاتی آران و بیدگل بود.

## زندگی
محمد دهقانی آرانی (در آران و بیدگل معروف به علی‌محمد و «پسر قدسیه») فرزند علی‌اکبر معروف به اکبر خداداد و قدسیه در مردادماه ۱۳۲۰ در قریه آران (شهر آران و بیدگل کنونی) چشم به جهان گشود.
سرانجام وی روز دوشنبه ۱۰ آبان در سن ۷۵ سالگی بر اثر بیماری گوارشی درگذشت و در قطعه نام‌آوران بهشت زهرا به خاک سپرده شد.

## سوابق مطبوعاتی
وی از خردادماه ۱۳۳۹ تا مهرماه ۱۳۷۳ به مدت ۳۴ سال و چهار ماه عضو تحریریه روزنامه کیهان بود و چهار دوره سردبیری را در این روزنامه پشت سر گذاشت. وی در این سال (۱۳۷۳ خ) بازنشسته شد و با کیهان قطع همکاری کرد.
سپس در چند روزنامه تهران از جمله روزنامه‌های نشاط، عصر آزادگان، جام جم، صدای عدالت با عناوین مدیر تحریریه، معاون تحریریه و سردبیر فعالیت داشت.
یک سال هم در همدان، سردبیری یکی از نشریات غرب کشور را بر عهده داشت.
مدت دو سال با مؤسسه تنظیم و نشر آثار امام خمینی در تدوین و تصحیح مجموعه ۲۱ جلدی «صحیفه امام» و مجموعه سه جلدی «کوثر» همکاری کرد.
مدت دو تا سه سال هم در کاشان و آران و بیدگل به فعالیت مطبوعاتی خود ادامه داد.